# Ana Teodora Asenina
Ana Teodora Asenina (bug. Ана-Теодора Асенина) (o. 1240. – ?) bila je bugarska princeza, kći cara Ivana Asena II. i njegove treće žene, Grkinje Irene Komnene te sestra carice Marije i šurjakinja cara Mice Asena.
Prije 1253. udala se za sebastokratōra Petra. Imali su kćer, ženu Šišmana od Vidina.
Ana je bila baka Mihaela Šišmana, cara Bugarske. Bila je i prabaka cara Ivana Stjepana.